# Донигал (планина)
Донигал (на английски: Donegal) е ниска планина на остров Ирландия, разположена в най-северната част на Република Ирландия, в едноименното графство Донигал. Състои се основно от няколко силно разчленени масива със стръмни склонове. Главните са:
- Инишоуен на североизток, на едноименния полуостров, връх Слив Снахт 615 m;
- Дерива, на северозапад, връх Дерива 752 m;
- Блу Стан, на юг, връх Блу Стан 676 m.

Планината е изградена основно от метаморфни скали. Реките, водещи началото си от нея, са къси, но пълноводни, като най-голяма е река Фин, течаща на изток и вливаща се в залива Лох Фойл при град Лондондери, на територията на Северна Ирландия. Почти повсеместно са разпространени торфища и мочурища, образуващи т.н. Донигалска пустош. По източните склонове се срещат малки брезови и борови горички. Развито овцевъдство с целогодишна паша на открито.